# لويس غلاس
لويس غلاس (بالدنماركية: Louis Glass)‏ هو ملحن وعازف بيانو دنماركي، ولد في 23 مارس 1864 في كوبنهاغن في الدنمارك، وتوفي بنفس المكان في 22 يناير 1936.

## وصلات خارجية
- لويس غلاس على موقع ميوزك برينز (الإنجليزية)
- لويس غلاس على موقع ديسكوغز (الإنجليزية)